# Das tanzende Wien
Das tanzende Wien ist eine deutsche Stummfilm-Musikromanze aus dem Jahre 1927 von Friedrich Zelnik mit seiner Ehefrau Lya Mara und dem US-Stummfilmstar Ben Lyon in den Hauptrollen. 

## Handlung
Die Geschichte beginnt im Himmel. Dort bringen Alt-Österreichs Starkomponisten Johann Strauß, Carl Millöcker und andere dem seligen Kaiser Franz-Joseph I. ein kleines Ständchen. Derweil ist auf Erden die Wiener Komtess Frizzi Zirsky vollauf damit beschäftigt, dem Wirt des „Eisvogel“-Gartenlokals, der schon sehr viel bessere Tage gesehen hat, mit all ihren Möglichkeiten wieder auf die Beine zu helfen. Da sie ein herziges Wiener Gemüt besitzt und singen und tanzen kann, ist sie bereit, in seinem Lokal aufzutreten, um die Gäste bestens zu unterhalten. Dies missfällt ihrer gräflichen Mutter und der weiteren adeligen Verwandtschaft, da derlei Auftritte sich angeblich nicht für ein Fräulein aus gutem Hause geziemen. 
Gerade diese Frische und Unbekümmertheit macht Frizzi jedoch für den unverbildeten Amerikaner Jonny Conzaga so liebenswert, sind in den USA Standesdünkel doch so gut wie unbekannt. Jonny ist ein sehr offener und durchaus direkter junger Mann; mit seinen sportlichen Einlagen versucht er, Frizzi zu beeindrucken und ihr Herz zu gewinnen. Jonnys Daddy Carl hat aber ebenso Einwände gegen diese Beziehung wie es die blasierte adelige Verwandtschaft Frizzis hat, nur glaubt der Amerikaner, dass es das österreichische Mädel nicht wirklich ernst mit seinem Jungen meint. Doch Jonny setzt sich durch und bittet die Wienerin, nachdem sie mit ihrem Auftritt in einer Revue geglänzt hat, seine Frau zu werden. Und zum guten Schluss spielt die Musik die alte Weise „Wien, Wien, nur du allein…“

## Produktionsnotizen
Das tanzende Wien entstand als Quasi-Fortsetzung von Zelniks im Vorjahr gedrehten Wienerfilm An der schönen blauen Donau (dort hieß Lya Maras Charakter allerdings Mizzi Staudinger). Der Film wurde von der deutsch-amerikanischen Defu AG produziert. Die an der Finanzierung beteiligte First National schickte den US-Star Ben Lyon über den Atlantik, weil man sich von seiner Mitwirkung bessere Vertriebschancen für den Film in Amerika und dem Weltmarkt versprach (in den USA hieß der Film Dancing Vienna). Die Dreharbeiten fanden im August und September 1927 in Staaken (Atelier) und in Wien (Außenaufnahmen) statt. Der Film passierte die Reichsfilmzensur am 29. September 1927 in einer Länge von 2725 Metern, verteilt auf sieben Akte. Er wurde für die Jugend freigegeben. Die Uraufführung erfolgte am 1. Oktober 1927 in Berlins Capitol.
Der Film war ein echter Kassenschlager. Bei einer Umfrage nach den erfolgreichsten Filmen der Saison 1927/28, an der sich 801 Kinos beteiligten, belegte der Film den dritten Platz hinter Ben-Hur und Der Katzensteg.
Erich Kettelhut, Andrej Andrejew und Ferdinand Bellan erstellten die Filmbauten.

## Kritik
In der Österreichischen Film-Zeitung hieß es: „Zelnik führt eine Regie mit Saxophon und Geige. Er zieht alle Register seines großen Könnens und wird unterstützt von dem Operateur Fuglsang, der geradezu phantastisch mit Spiegeln und meschuggenen Linsen photographiert. In der Darstellung war Lya Mara tanzfreudig … Ben Lyon ein hübscher netter Junge, dem alle Frauenherzen im Sturm zufliegen“.